# Boëseghem
 Boëseghem  (en idioma neerlandés Boezegem) es una población y comuna francesa, en la región de Norte-Paso de Calais, departamento de Norte, en el distrito de Dunkerque y cantón de Hazebrouck-Sud.

## Demografía
| 629 | 666 | 684 | 721 | 751 | 755 |
| Para los censos de 1962 a 1999 la población legal corresponde a la población sin duplicidades (Fuente: INSEE [Consultar]) |     |     |     |     |     |